# The Alan Parsons Project
The Alan Parsons Project a fost un proiect muzical respectiv duo britanic de rock progresiv activă între anii 1975 și 1990. Duo-ul muzical era format din Eric Woolfson, avocat de profesie, și Alan Parsons, multi-instrumentist, producător și inginer muzical de succes care a colaborat în 1973 cu formația englezească Pink Floyd pe albumul lor de studio faimos intitulat The Dark Side of the Moon (anterior, Alan Parsons a mai colaborat în calitate de inginer asistent cu formația The Beatles pe albumul lor de studio intitulat Abbey Road, lansat în anul 1969, dar și pe albumul de studio Let It Be lansat în 1970). Duo-ul a colaborat în decursul a 15 ani cu o varietate de artiști în calitate de muzicieni de sesiune, cei mai des întâlniți fiind: Stuart Elliot, Ian Bairnson, Colin Blunstone și Chris Rainbow.
Trupa este recunoscută pentru tematica albumelor-concept inspirate din lucrări literare scrise de Edgar Allan Poe, George Orwell, Isaac Asimov, etc. sau din mitologia Egiptului antic (i.e. albumul Eye in the Sky lansat în anul 1982) care înfățișează pe coperta acestuia Ochiul lui Horus, un simbol mitologic egiptean antic care este asociat cu ocultismul de asemenea. Colecția de povestiri science-fiction intitulată Eu, robotul de scriitorul american de origine rusă-evreiască Isaac Asimov (născut în URSS, ulterior emigrat în Statele Unite ale Americii, devenit profesor în biochimie la Universitatea din Boston de asemenea; este cel care a formulat Cele trei legi ale roboticii) a inspirat albumul concept de studio I Robot care a fost lansat de acest duo britanic de rock progresiv în anul 1977. Muzica duo-ului explorează teme sociologice, literare, supranaturale sau științifico-fantastice. Parțial, muzica acestora explorează romantismul de asemenea (e.g. prin versurile cântecelor Eye in the Sky sau Don't Answer Me). Majoritatea albumelor lor de studio au fost înregistrate la Abbey Road Studios în Londra, Regatul Unit al Marii Britanii și al Irlandei de Nord. Penultimul lor album de studio este intitulat Gaudi după arhitectul catalan Antoni Gaudí.

## Discografie
- Tales of Mystery and Imagination (1976)
- I Robot (1977)
- Pyramid (1978)
- Eve (1979)
- The Turn of a Friendly Card (1980)
- Eye in the Sky (1982)
- Ammonia Avenue (1984)
- Vulture Culture (1985)
- Stereotomy (1986)
- Gaudi (1987)
- The Sicilian Defence (2014)